# All This, and Heaven Too
All This, and Heaven Too (bra: Tudo Isto e o Céu Também) é um filme estadunidense de 1940, do gênero drama romântico, dirigido por Anatole Litvak, e estrelado por Bette Davis e Charles Boyer. O roteiro de Casey Robinson foi baseado no romance homônimo de 1938, de Rachel Field.
O romance de Rachel Field foi baseado na história real de sua tia-avó, Henriette Deluzy-Desportes, uma governanta francesa que se apaixonou por Charles de Choiseul, duque de Praslin e seu patrão. Henriette foi acusada de ajudar o duque a assassinar sua própria esposa, a duquesa Françoise. A história foi um escândalo da vida real que contribuiu para a turbulência política antes da Revolução francesa de 1848, que depôs Luís Filipe I.

## Sinopse
Henriette Deluzy-Desportes (Bette Davis), que relembra sua história em flashbacks, traz à tona o tempo em que trabalhava como governanta para Charles de Choiseul, duque de Praslin. Dominada por um ciúme doentio, a duquesa Françoise (Barbara O'Neil), esposa de Charles, acusa Henriette de manter um caso extraconjugal com o duque. Por causa das acusações, Henriette larga seu emprego, mesmo sem a carta de referência que a duquesa havia prometido a ela. O que ninguém sabia é que a atração entre o duque e Henriette traria rumos inimagináveis para todos.

## Elenco
- Bette Davis como Henriette Deluzy-Desportes
- Charles Boyer como Charles de Choiseul, duque de Praslin
- Barbara O'Neil como Françoise "Fanny" Sébastiani, duquesa de Praslin
- June Lockhart como Isabelle de Choiseul-Praslin
- Virginia Weidler como Louise de Choiseul-Praslin
- Ann E. Todd como Berthe de Choiseul-Praslin
- Richard Nichols como Reynald de Choiseul-Praslin
- Jeffrey Lynn como Reverendo Henry Martyn Field
- George Coulouris como Charpentier, o manobrista
- Harry Davenport como Pierre, o guardião do terreno
- Janet Beecher como Srta. Haines
- Montagu Love como General Horace Sébastiani, pai de Fanny
- Helen Westley como Madame LeMaire
- Henry Daniell como Broussais
- Walter Hampden como Pasquier
- Ann Gillis como Emily Schuyler
- Marilyn Knowlden como Marianna Van Horn

## Produção
Os produtores Hal B. Wallis e David Lewis pagaram US$ 100.000 pelos direitos do romance de Rachel Field, publicado dois anos antes, em 1938. Eles acreditavam que tinham um sucesso nas mãos – e estavam certos. Foi o maior triunfo do diretor Anatole Litvak até aquela data.
Charles Boyer retornou de Paris especialmente para interpretar Charles, duque de Praslin.

## Recepção
O filme foi avaliado positivamente pela crítica. Bosley Crowther, em sua crítica para o The New York Times, escreveu que os cinéfilos dispostos a assistir "acharão o filme uma fonte de muita satisfação emocional; outros de cunho menos espartano certamente protestarão que ele acaba com a paciência ao contar uma história comparativamente descomplicada. A Warner está aqui entregando um drama antiquado carregado de lágrimas – e muito pesado também".
A revista Variety chamou-o de "um filme em seu melhor estado ... No roteiro, Casey Robinson capturou a pitoresidade das maneiras e costumes de Paris de 1848, e obteve sucesso admirável em reter tanto o espírito quanto os personagens do romance, apesar da necessidade de suprimir muito material". A manchete do Film Daily anunciou: "Dramaticamente poderoso, lindamente montado e soberbamente escalado; o filme deve ser uma das maiores atrações de bilheteria do ano".  O Harrison's Reports escreveu: "Um drama poderoso, com um forte apelo para as mulheres. A produção é luxuosa, e a direção e as atuações são da mais alta qualidade". John Mosher, do The New Yorker, escreveu que Litvak levou o espectador para o cenário histórico "com todo o gosto romântico e profuso sob seu comando. Eu acho que algumas das cenas da governanta e das crianças poderiam ter sido cortadas, pois, com os feitos sinistros na história, não podemos para sempre sustentar um humor familiar. Em geral, porém, a produção longa parece curta, que, claro, é algo muito a seu favor".
"All This, and Heaven Too" ficou em quinto lugar na pesquisa do Film Daily dos melhores filmes de 1940.

## Prêmios e indicações
O filme, considerado um melodrama choroso – impregnado de paixão, intriga e drama – recebeu três indicações ao Oscar.
| Ano  | Cerimônia | Categoria                           | Indicado                                    | Resultado |
| ---- | --------- | ----------------------------------- | ------------------------------------------- | --------- |
| 1941 | Oscar     | Melhor filme                        | Jack L. Warner, Hal B. Wallis & David Lewis | Indicado  |
| 1941 | Oscar     | Melhor atriz coadjuvante            | Barbara O'Neil                              | Indicado  |
| 1941 | Oscar     | Melhor fotografia em preto e branco | Ernest Haller                               | Indicado  |

## Mídia doméstica
Em 1º de abril de 2008, a Warner Home Video lançou o filme como parte da box set "The Bette Davis Collection, Volume 3", que incluiu "The Old Maid" (1939), "The Great Lie" (1941), "Nascida para o Mal" (1942), "Watch on the Rhine" (1943), e "Deception" (1946).